# Терское горнопромышленное акционерное общество

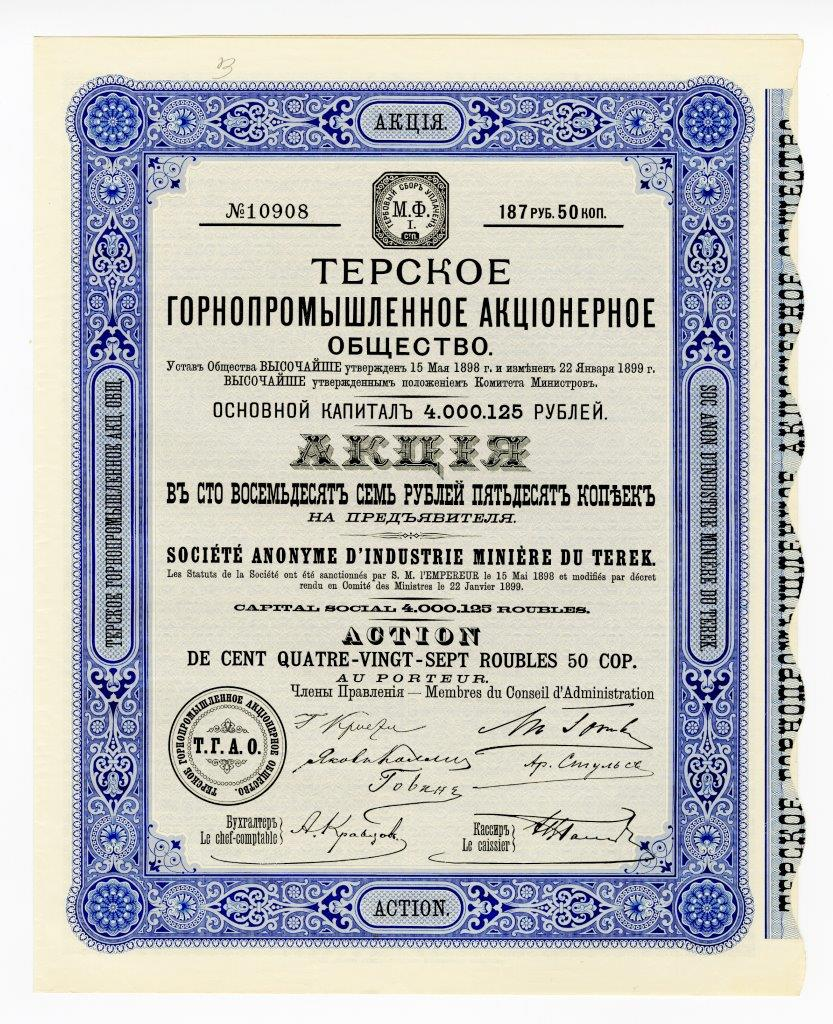
Акция на предъявителя в 187,5 руб. Терского горнопромышленного акционерного общества с основным капиталом в 4 млн.125 руб.

Терское горнопромышленное акционерное общество было зарегистрировано в Москве в 1898 г. (Устав Высочайше утверждён 15 мая 1898 г., изменён 22 января 1899 г.) с целью освоения и разработки рудных месторождений в горах Осетии. Директором Общества служил немецкий специалист К. К. Геберле, около 30 лет ведавший в Германии серебро-свинцовыми рудниками. Председателем общества был Лев Владимирович Готье, ранее основавший Тульскую Металлургическую Компанию.
Вот как описана история возникновения Общества в статье И. Стрижова "Демонзагатский серебро-свинцовый  рудник Терского горнопромышленного акционерного общества", опубликованной в № 5 Горного Журнала за май 1901 г.:
Наиболее разведанные и солидные месторождения были выделены из рудников Г. И. Кристи и князя С. Н. Трубецкого, и для них этими лицами, совместно с кн. П. Н. Трубецким, Л. В. Готье и А. Стульсом было учреждено „Терское горнопромышленное акционерное Общество“, которое и открыло свою деятельность 8 июля 1899 года. Терское горнопромышленное общество, с одной стороны, приступило к подготовке для эксплуатации переданных ему рудников и к постройке рудообогатительной фабрики, а с другой стороны, продолжало деятельность „Г. И. Кристи и князя С. Н. Трубецкого“ по поискам новых руд и разведкам их, так что при выяснении рудных месторождений средней части северного Кавказа я связываю результаты работ Товарищества „Кристи и кн. Трубецкого“ и „Терского горнопромышленного Общества“, при чем я вел самое производство последних до 1899 г., а с этого времени осматривал рудники по крайней мере 2 раза в год.
В начале 1899 г. для ведения работ Терского общества были приглашены специалисты по серебро-свинцовому и цинковому делу германский инженер К. К, Геберле и горный инженер Л. И. Семянников. В 1900 г. Гуларский рудник был также передан Терскому горнопромышленному О-ву. При этих обширных работах разведки отдельных месторождений были поручены штейгерам (уст. - горный мастер, заведующий рудничными работами), под руководством геолога или инженера. Из горных инженеров, кроме упомянутых выше двух лиц, к этому делу были прикосновенны еще П. П. Шапирер, служивший около 3 месяцев, М. М. Протодьяконов, находящийся и теперь на Фаснальской фабрике, и германский горный инженеръ 0. К. Геберле.
Демонзагатский рудник Терского горнопромышленного акционерного общества находится в средней части Северного Кавказа на земле селений Дунта и Хунсаръ Владикавказского округа, Терской области, на левом берегу реки Сонгути-дон, впадающей в р. Урух.
Руда Демонзагатского рудника будет подвергаться механической обработке на Фансальской рудообогатительной фабрике, которую Терское
Горнопромышленное Общество строит на поляне при впадении реки Сардыдон в р. Сангути-дон. Эта фабрика при полном ходе рассчитана на
обработку 12 т. п. руды в сутки, но первоначально она будетъ обрабатывать лишь 3 т. п. в сутки.
В разное время на рудниках Терского горнопромышленного акционерного общества трудились видные русские горные инженеры М. М. Протодьяконов и И. Н. Стрижов